# Conway (Florida)
Conway és una concentració de població designada pel cens dels Estats Units a l'estat de Florida. Segons el cens del 2000 tenia 14.394 habitants.

## Demografia
Segons el cens del 2000, Conway tenia 14.394 habitants, 5.267 habitatges, i 4.034 famílies. La densitat de població era de 1.610,9 habitants per km².
Dels 5.267 habitatges en un 36,9% hi vivien nens de menys de 18 anys, en un 61,6% hi vivien parelles casades, en un 11% dones solteres, i en un 23,4% no eren unitats familiars. En el 17,2% dels habitatges hi vivien persones soles el 6,5% de les quals corresponia a persones de 65 anys o més que vivien soles. El nombre mitjà de persones vivint en cada habitatge era de 2,73 i el nombre mitjà de persones que vivien en cada família era de 3,08.
Per edats la població es repartia de la següent manera: un 26,5% tenia menys de 18 anys, un 6,5% entre 18 i 24, un 30,9% entre 25 i 44, un 24,2% de 45 a 60 i un 12% 65 anys o més.
L'edat mediana era de 38 anys. Per cada 100 dones de 18 o més anys hi havia 92,8 homes.
La renda mediana per habitatge era de 53.509 $ i la renda mediana per família de 59.205 $. Els homes tenien una renda mediana de 40.510 $ mentre que les dones 31.429 $. La renda per capita de la població era de 23.538 $. Entorn del 4,1% de les famílies i el 5% de la població estaven per davall del llindar de pobresa.

## Poblacions més properes
El següent diagrama mostra les poblacions més properes.